# Cyrille Isaac-Sibille
Cyrille Isaac-Sibille, né le 30 avril 1958 à Lyon, est un médecin et homme politique français.
Médecin oto-rhino-laryngologiste (ORL) de formation, d'engagement centriste, il est élu conseiller municipal de Sainte-Foy-lès-Lyon en 1995. Il est élu député de la douzième circonscription du Rhône en 2017, investi par le Mouvement démocrate et soutenu par La République en marche (LREM). Il est réélu en 2022 puis en 2024.

## Parcours politique

### Débuts
Membre du CDS dès l'âge de 18 ans, il milite pour l’Europe et participe au débat politique lyonnais. Sur les conseils de Jean Salles, maire de Sainte Foy-lès-lyon, il fait alliance avec Michel Chapas pour que cette commune reste centriste (UDF) et est élu au conseil municipal de Sainte-Foy-lès-Lyon en 1995. Il est 2e maire-adjoint de 1995 à 2008 chargé des affaires sociales et familiales. Lors des élections municipales de 2008, il conduit la liste centriste à Sainte-Foy-lès-Lyon. Au second tour, sa liste est battue par celle du maire sortant devenu UMP Michel Chapas (34,23 % contre 38,29 % des suffrages). Il est à nouveau candidat lors des élections municipales de 2014. Entre les deux tours, il fusionne avec la liste de Gilles Assi. 
En 2008, il est élu président du MoDem du Rhône jusqu'en 2014. Lors des élections régionales de 2015, il critique le rapprochement entre Patrick Mignola et Laurent Wauquiez dans la région Auvergne-Rhône-Alpes et se prononce en faveur d'une liste centriste indépendante.
Cyrille Isaac-Sibille est candidat aux élections législatives de 2007 et 2012 dans la douzième circonscription du Rhône, sous l'étiquette MoDem. Il est battu à deux reprises, rassemblant respectivement 13,13 % et 5,10 % des voix.

### Député du Rhône
Lors des élections législatives de 2017, il est investi dans la 12e circonscription du Rhône par le Mouvement Démocrate et soutenu par La République en marche. Il arrive largement en tête du premier tour avec 41,87 % des suffrages. Il est élu au second tour avec 56,25 %, des voix face au Républicain Jérôme Moroge, ancien assistant parlementaire du député sortant Michel Terrot et maire de Pierre-Bénite.
Candidat à un second mandat, il est réélu au second tour le 19 juin 2022 en obtenant 62,92 % face à l'écologiste Jean-François Baudin, candidat de la Nouvelle Union populaire écologique et sociale (NUPES).
En juin 2024, arrivé deuxième au premier tour de l'élections législatives derrière le Nouveau Front populaire, il refuse de se désister pour faire barrage au Rassemblement national et remporte les élections lors de la triangulaire du second tour, avec 39% des voix contre 30% pour Lucie Gaillot-Durand, candidate écologiste.

### Travail parlementaire
Le 20 avril 2021, Cyrille Isaac-Sibille et onze autres députés de la majorité d'Emmanuel Macron saisissent la Commission nationale du débat public en dénonçant le manque de concertation de la majorité écologiste du Sytral (Lyon). Cette saisine est motivée, notamment, par le manque d'information concernant la construction d'un téléphérique dans l'Ouest lyonnais ou le manque de clarté entourant la construction du métro E,,.
Il est rapporteur de la mission d'information sur « le dossier médical partagé et les données de santé ».

## Controverses

### Excès de vitesse
Il est contrôlé en moto à 86 km/h à Sainte-Foy-lès-Lyon sur une zone limitée à 50 km/h le 11 juin 2020 sans pouvoir présenter les originaux de son permis de conduire, du certificat d'immatriculation et du certificat d'assurance. Il se montre très peu coopératif en tentant d'utiliser son statut de parlementaire pour se sortir de ce faux-pas et, furieux, repart en menaçant les policiers d'un rapport,. Il lui est reproché d'avoir mis en avant son statut de parlementaire pour se soustraire au contrôle, ce qu'il dément.

### Révélation duCanard Enchaîné
Le Canard Enchaîné révèle que le 26 septembre 2018, en compagnie d'un autre député Jimmy Pahun de la deuxième circonscription du Morbihan, il s'est introduit à la Ryder Cup, une compétition de golf à Saint-Quentin-en-Yvelines, en trompant la vigilance des vigiles. Le journal satirique ajoute que les deux députés auraient dû à ce moment-là se trouver en séance parlementaire,.

### Conflit d'intérêt avec Sanofi
Le journal L'Humanité révèle que Cyrille Isaac-Sibille, qui détient des actions Sanofi, « a fait voter un amendement visant à assouplir les conditions des essais cliniques pour les nouveaux médicaments ».